# Krusenstern
Pour les articles homonymes, voir Padua.
Le Krusenstern (en russe : Барк « Крузенштерн », Bark Krouzenchtern) est un quatre-mâts barque construit en 1926 à Bremerhaven, en Allemagne, sous le nom de Padua (Padoue), livré à l'URSS en 1946 au titre des dommages de guerre et rebaptisé du nom de l'explorateur Johann Adam von Krusenstern (1770-1846).
Aujourd'hui encore en service en Russie, il est basé dans le port de Kaliningrad sur la mer Baltique.
Des quatre Flying P-Liners encore existant, le Krusenstern est le dernier en service. Parmi les grands voiliers traditionnels encore en activité, il vient au second rang par la taille, après le Sedov, autre navire allemand à l'origine.

## Histoire

### Construction
À l'origine, comme tous les Ligne-P, il est peint aux couleurs du drapeau de l'Empire allemand de 1871-1918 : noir au-dessus de la ligne de flottaison, blanc au niveau de cette ligne et rouge au-dessous.

### Période allemande: lePadua(1926-1946)
Dernier des Flying P-Liners, le Padua est affecté notamment au transport de matériaux de construction vers le Chili, revenant chargé de nitrate par le cap Horn. Plus tard, il transporte du blé depuis l'Australie. Jusqu'à la Seconde Guerre mondiale, il effectue quinze voyages au Chili et en Australie.
Le voyage inaugural, de Hambourg à Talcahuano (Chili), dure 87 jours. En 1933-1934, il remporte un record en effectuant le trajet de Hambourg à Port Lincoln (Australie) en 67 jours.jjjjj Il effectue son voyage le plus rapide en 1938-1939, de Hambourg à l'Australie par le Chili et retour en 8 mois et 23 jours, sous le commandement du capitaine Richard Wendt — record mondial pour ce type de navire.

### Période soviétique: leKrusenstern

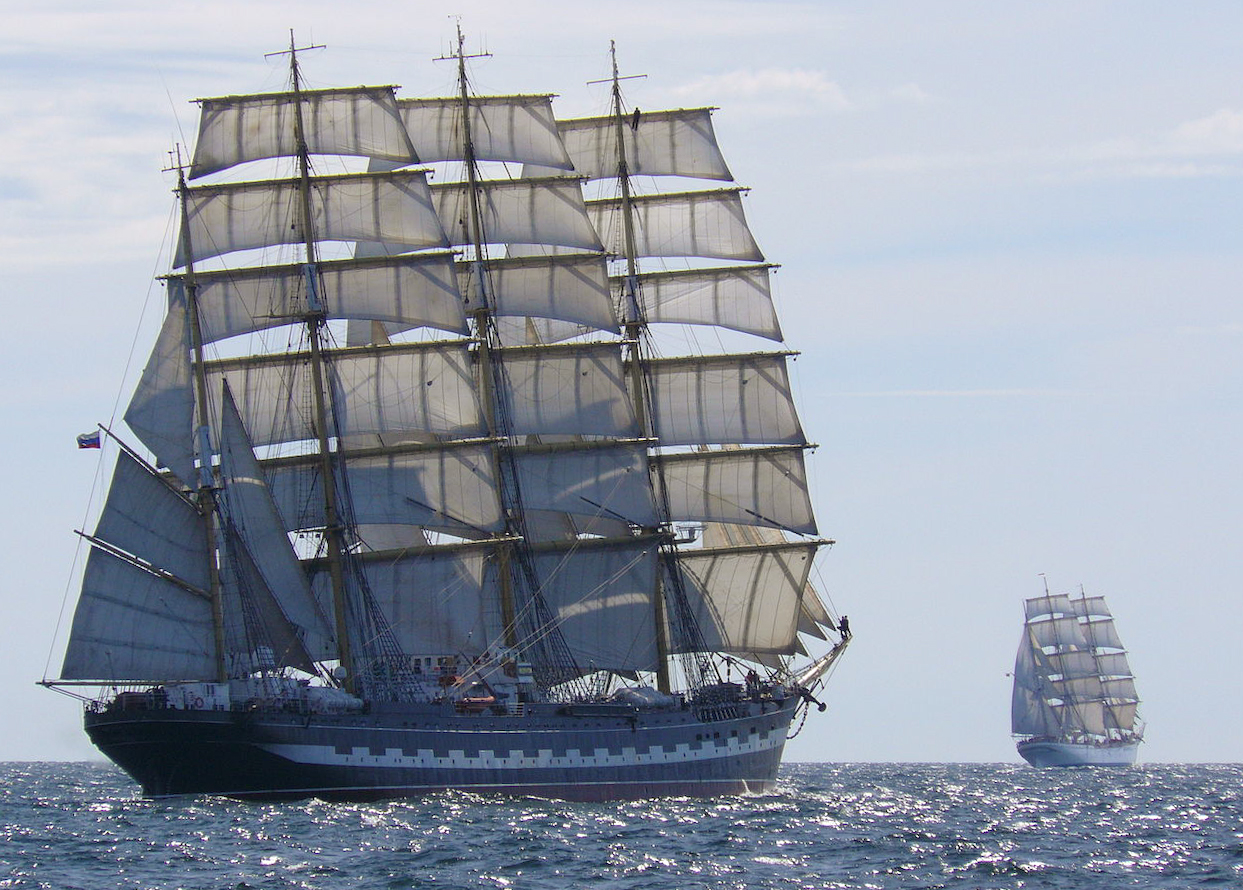
Derrière le Statsraad Lehmkuhl.

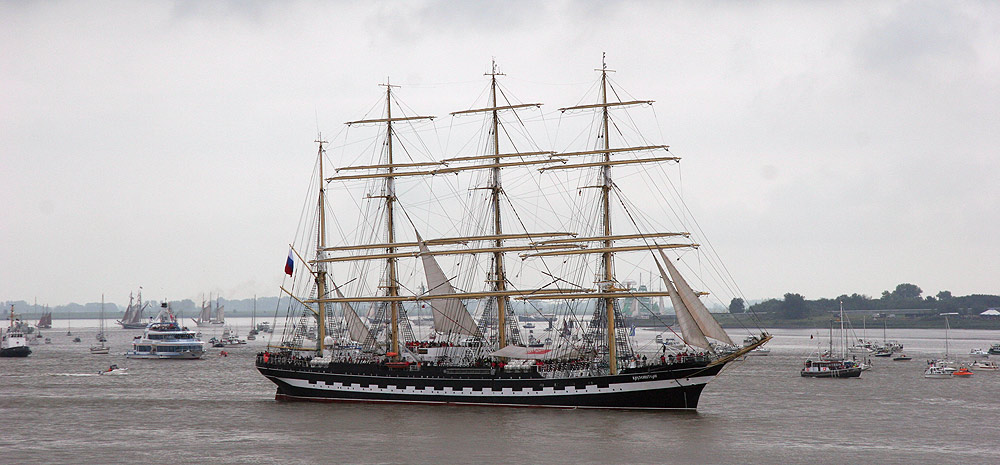
À Bremerhaven en 2005.

Le 12 janvier 1946, il est cédé à l'URSS et est intégré à la flotte de la Baltique, restant basé au port de Kronstadt jusqu'en 1961. De nombreuses réparations y sont effectuées et même une transformation, notamment avec l'installation des premiers moteurs. 
De 1961 à 1965, il effectue de nombreuses missions d'études hydrographiques et océanographiques pour l'Académie des sciences de l'URSS dans l'océan Atlantique, en mer des Caraïbes et en mer Méditerranée. Il est aussi utilisé comme navire-école pour les élèves-officiers. 
En 1965, il est attribué au ministère de la pêche et affecté à Riga pour servir de navire-école aux élèves-officiers de la marine de pêche. De 1968 à 1972, une modernisation importante est réalisée, avec l'installation des moteurs actuels et de nouvelles couleurs. La peinture sur les côtés suggère la présence de canons, mais ce n'est qu'une illusion.

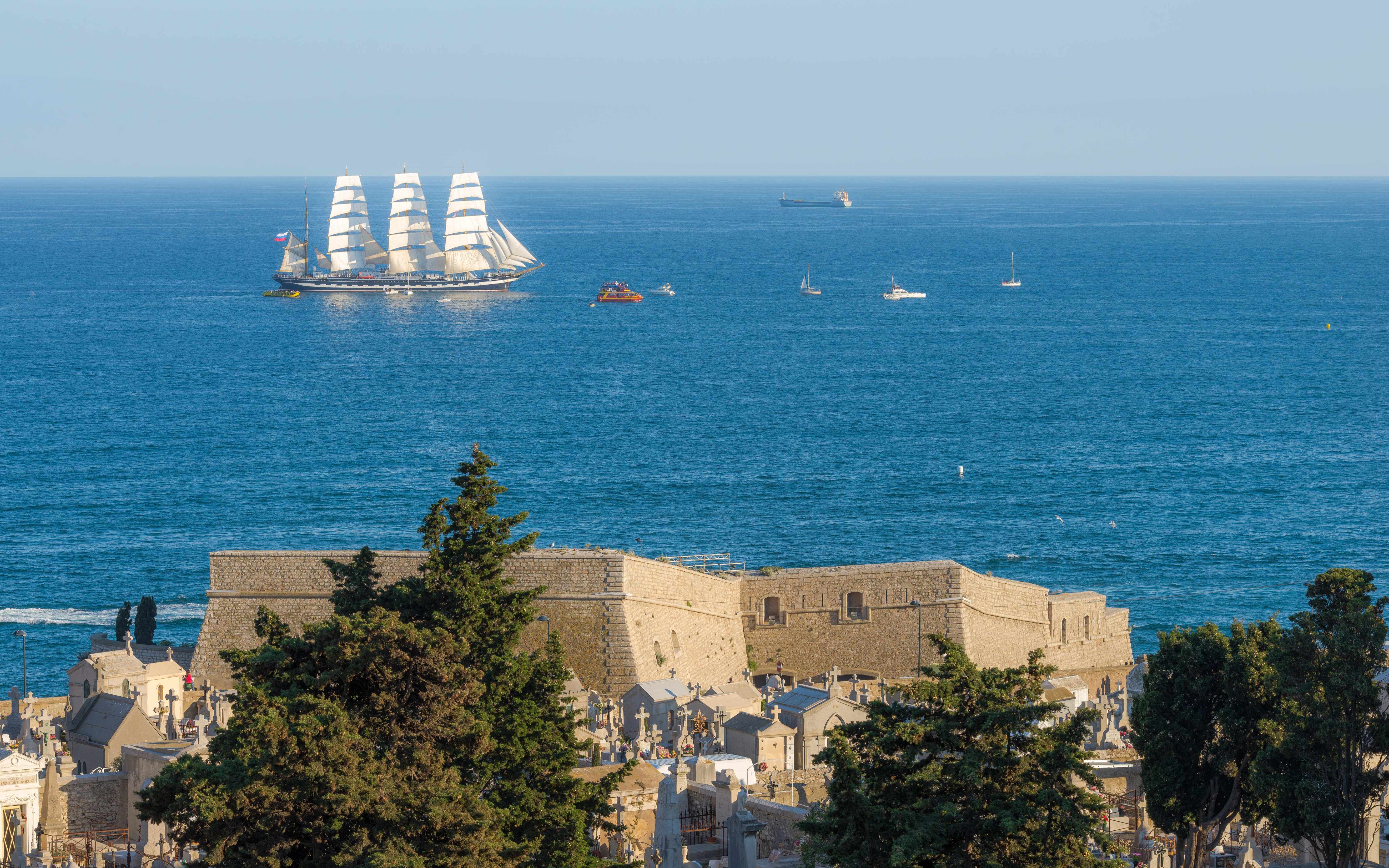
À Sète en 2014.

En janvier 1981, le Krusenstern est transféré aux Industries de la pêche d'Estonie à Tallinn, puis en 1991 à l'Académie d'État de pêche de la Baltique rejoignant son port d'attache actuel, Kaliningrad
Le Krusenstern a pris part à de nombreuses régates internationales. 

### Période russe (depuis 1991)
Après l'éclatement de l'URSS (décembre 1991), le financement devient un problème. Le navire commence à prendre des passagers pour y pourvoir. En 1995-1996, il fait un premier tour du monde et un deuxième en 2005-2006 pour le 200e anniversaire du tour du monde de Krusenstern.
Il est présent à Brest 2008, aux Tonnerres de Brest 2012 et à Brest 2016. En avril 2014, il entre dans le port de Sète dans le cadre de l'événement Escale à Sète, et de nouveau en 2018.
Il est présent à Rouen pour l'Armada en 2013 et 2019 et participe aux Grandes Voiles du Havre au début de septembre 2017.

## Utilisation au cinéma
En 1936, il sert de cadre au film français Les Mutinés de l'« Elseneur », de Pierre Chenal, d'après le roman de Jack London.
Il est utilisé pour deux films allemands pendant la guerre : 
- Herz geht vor Anker (1940)
- La Paloma (1944), où il est cité sous son nom officiel.

Après 1946, il apparait dans plusieurs films soviétiques, puis russes  : 
- le film Chevalier de rêve (Рыцарь Мечтыen) en 1969
- le long métrage télévisé Voiles (ru) en 1977
- le téléfilm Au-dessus de l'arc-en-ciel en 1986
- le film La Passagère (film) (ru) en 2008
- une publicité pour la banque VTB 24 (ru) en 2009
- un documentaire On deck, offline.

## Caractéristiques

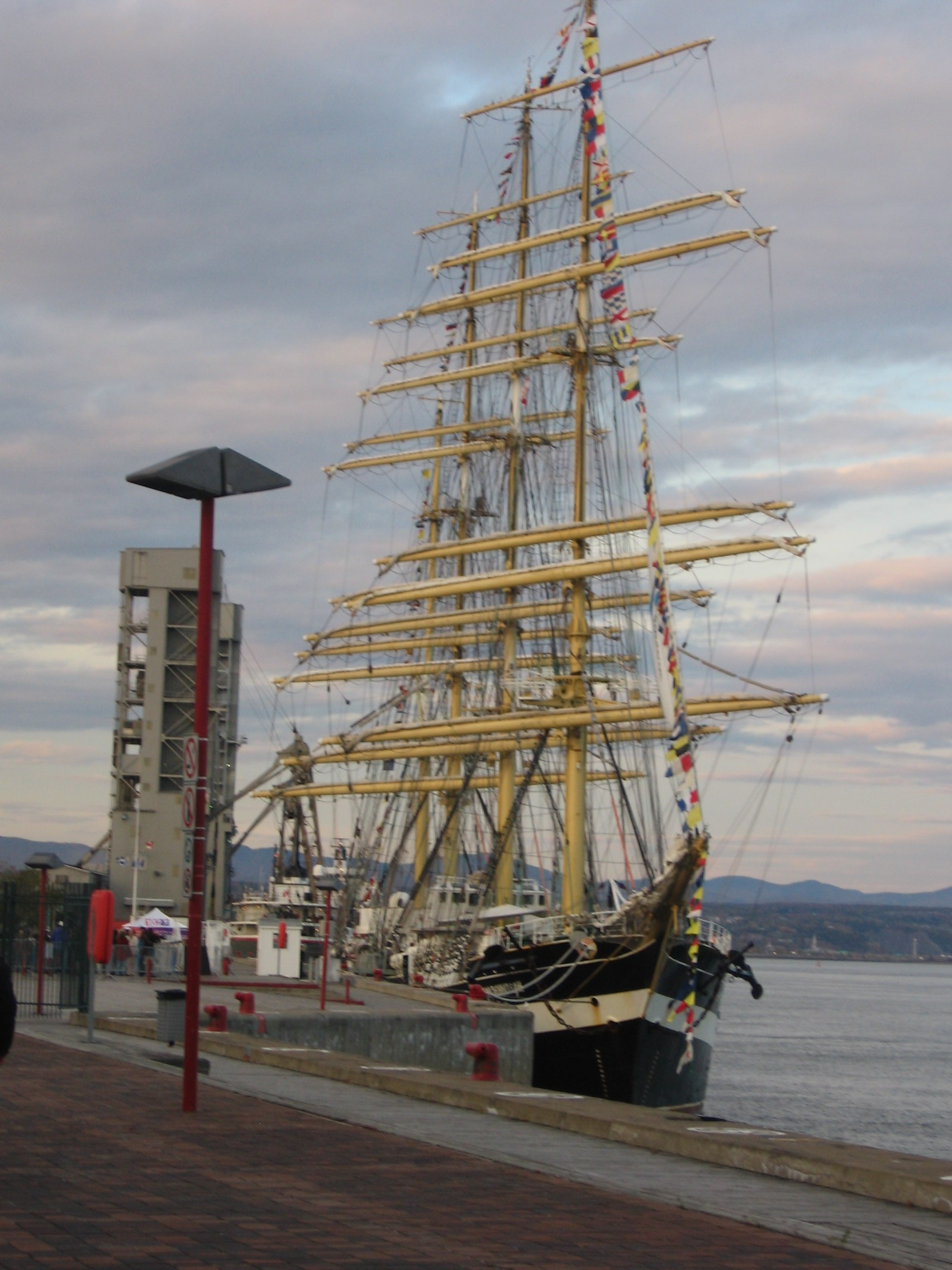
À Québec en 2012.

- Ports d'attache successifs : Hambourg (1926-1946), Riga (1946-1981), Tallinn (1981-1991), Kaliningrad (depuis 1991)
- Longueur : 114,4 m (376 pieds)
- Largeur : 14,02 m (46,0 pieds)
- Hauteur : 51,3 m (168,3 pieds)
- Tirant d'eau : 6,8 m (22,1 pieds)
- Voilure : 3 400 m2 (36 600 pieds carrés). Il peut arborer 35 voiles, dont 18 carrées.
- Equipage : 257 personnes
- Tonnage: 4 700 tonnes
- Moteurs : 2 × 1 000 ch (diesel)
- Vitesse max. : 17,3 nœuds (32,0 km/h)